# Euphaedra eberti
Euphaedra eberti är en fjärilsart som beskrevs av Aurivillius 1896. Euphaedra eberti ingår i släktet Euphaedra och familjen praktfjärilar. Inga underarter finns listade i Catalogue of Life.